# Batalion ON „Huculski I”

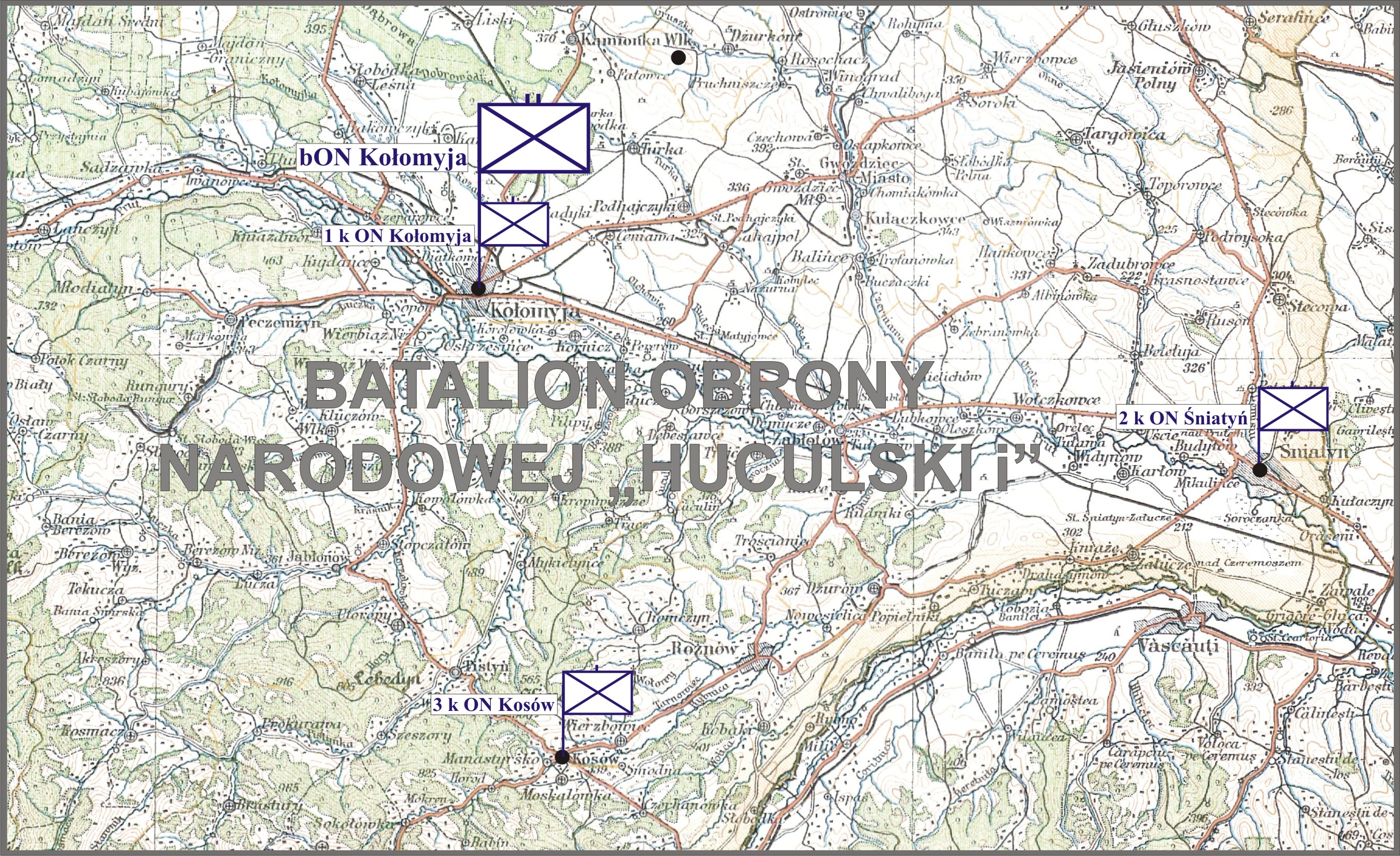
Batalion Huculski I

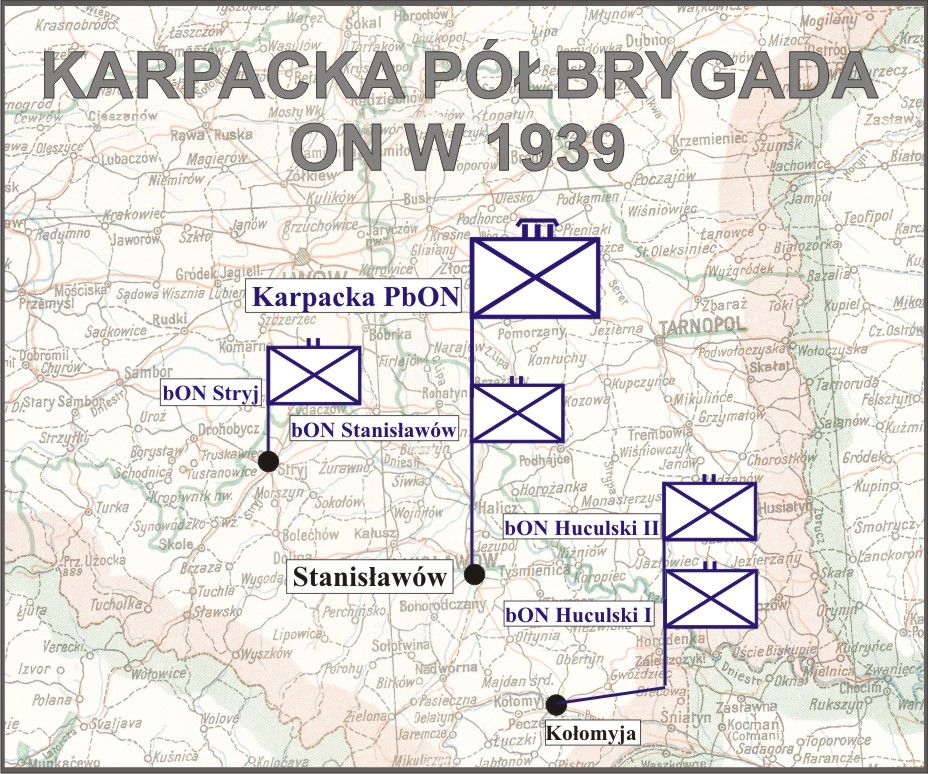
Karpacka Półbrygada ON

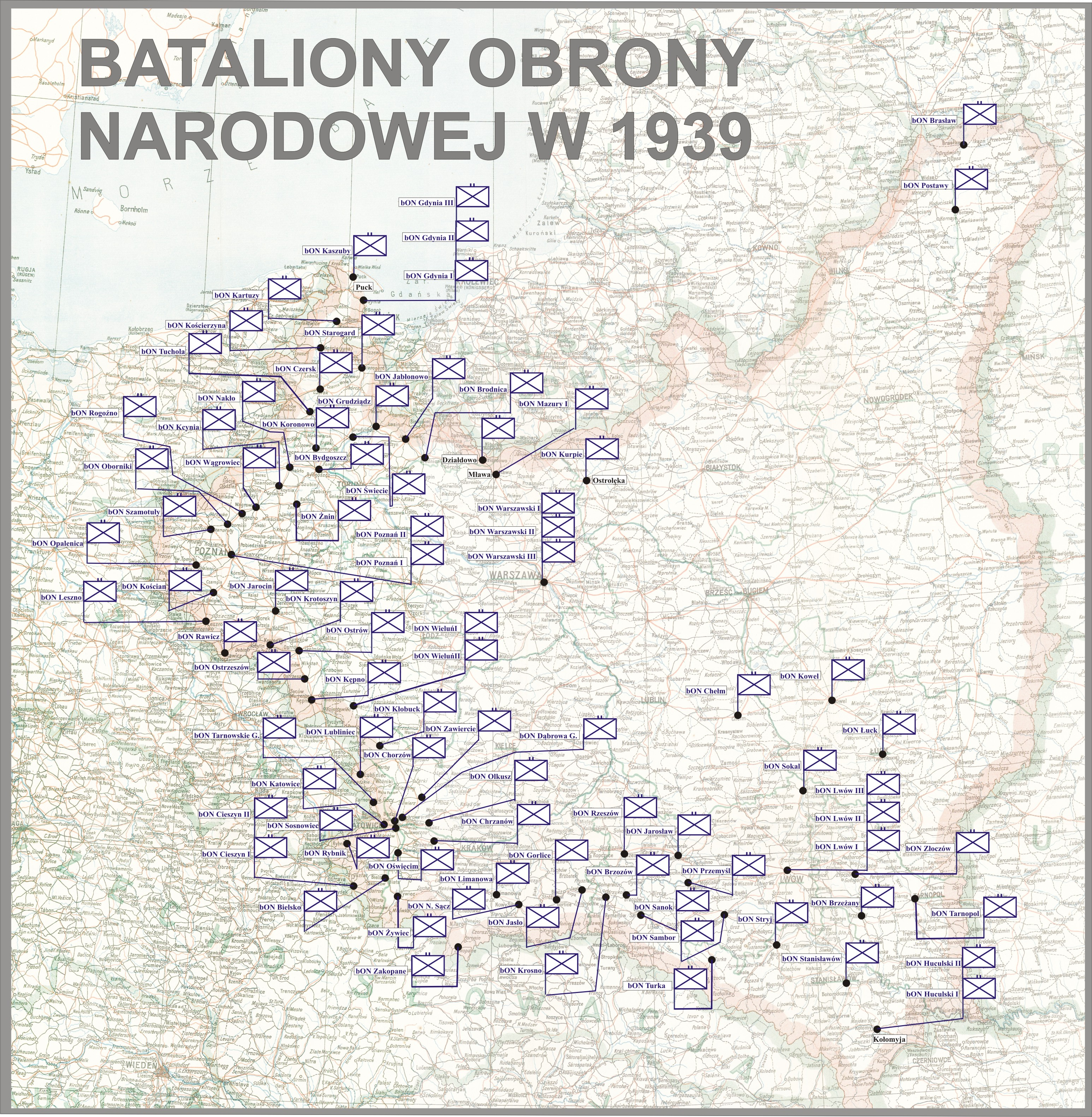
Obrona Narodowa w 1939

I Huculski Batalion Obrony Narodowej (Batalion ON „Huculski I“) – pododdział piechoty Wojska Polskiego II RP.

## Historia batalionu
Batalion został sformowany wiosną 1939 roku w składzie Karpackiej Półbrygady ON według etatu batalionu ON typ I.
Jednostką administracyjną i mobilizującą dla I Huculskiego batalionu ON był 49 pp w Kołomyi.

## I Huculski batalion ON w kampanii wrześniowej
Kampanię wrześniową rozpoczął w składzie Odcinka „Węgry” (Armia „Karpaty”). W składzie Karpackiej Półbrygady ON ppłk. Franciszka Kleina osłaniał granicę węgierską w rejonie Osmołdy. Nocą 20/21 września w składzie macierzystej półbrygady batalion przekroczył granicę węgierską i został internowany. 

## Organizacja i obsada personalna
- dowódca – mjr piech. Marian Karol Jasiński[a]
- dowódca 1 kompanii ON „Kołomyja” – kpt. Julian Hanus[3]
- dowódca 2 kompanii ON „Śniatyń”[b] – kpt. Zdzisław Stadnicki[3]
- dowódca 3 kompanii ON „Kosów Pokucki” – ppor. kontr. piech. Mieczysław Juny[4]